# Association sportive Illzach Modenheim
Pour les articles homonymes, voir ASIM.
L'Association sportive Illzach Modenheim (ou ASIM) est un club français de football fondé en 1932. Le club du président Roger Schirck évolue cette saison en Régional 1

## Historique
Fondé en 1932 sous le nom d'AS Modenheim, le club accède en Division d'Honneur de Ligue d'Alsace en 1966. La promotion est obtenue le 15 mai 1966. Une assemblée générale extraordinaire décide le 2 juillet 1966 la modification du nom du club en AS Illzach Modenheim afin d'associer l'ensemble de la commune d'Illzach, dont Modenheim est un quartier.
Champion d'Alsace pour la première fois en 2000, l'ASIM se maintient une seule saison en CFA2 (2000-2001). Nouveau titre régional en 2006, avec l'objectif d'assurer le maintien en CFA2 au printemps 2007.
Lors de la saison 2016-2017, le club termine à la dernière place de CFA2 et est relégué en DH (Régional 1). Depuis le club évolue en Régional 1.

### Coupe de France
Parcours 2009-2010
1er tour : /
2e tour : /
Entrée en lice des Clubs de CFA 2
3e tour (dimanche 20 septembre 2009) :   Wintzfelden Osenbach 1-5 Illzach
Entrée en lice des Clubs de CFA
4e tour (dimanche 4 octobre 2009) :  Herrlisheim A.S. 0-8 Illzach
Entrée en lice des Clubs de National
5e tour (dimanche 18 octobre 2009 à 15 h 00) : Gerstheim 0-2 (a.p.) Illzach
6e tour (samedi 31 octobre 2009 à 17 h 00) : Illzach - Saint-Louis Neuweg

## Palmarès
- Champion d'Alsace : 2000, 2006
- Vainqueur de la Coupe d'Alsace : 2009, 2011